# Blastophaga
Genre
Blastophaga (les blastophages) est un genre d'insectes hyménoptères de la famille des Agaonidae qui assure la pollinisation du figuier. Cet insecte pond dans les fleurs femelles du figuier à l’intérieur de la figue.

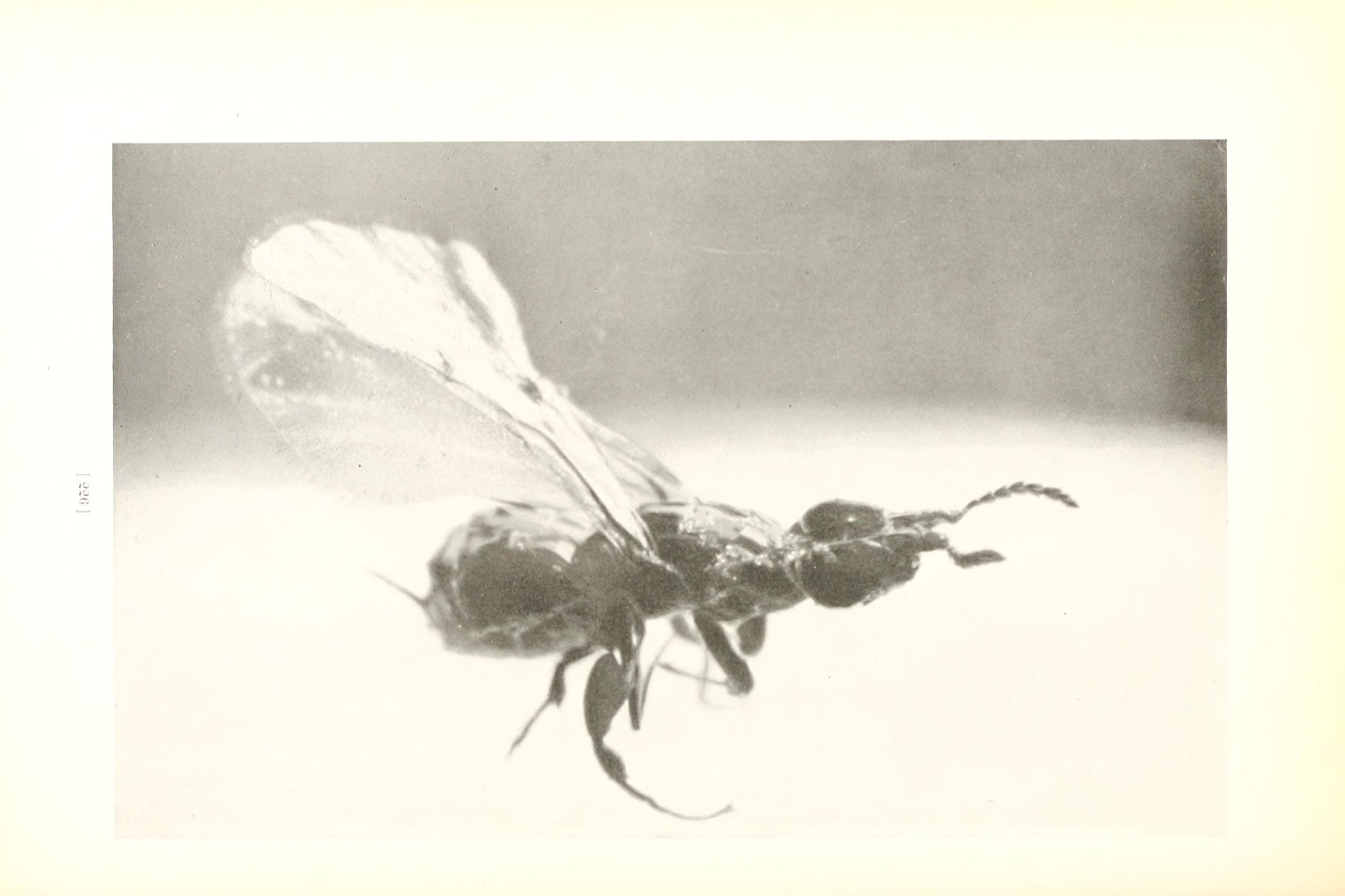
Blastophaga grossorum photographié en 1914.

Blastophaga psenes assure la pollinisation du figuier sauvage européen.

## Liste d'espèces
- Blastophaga esquirolianae
- Blastophaga intermedia
- Blastophaga javana
- Blastophaga malayana
- Blastophaga nipponica
- Blastophaga psenes